# Valveralla
Valveralla es una localidad española del municipio gerundense de Ventalló, en la comunidad autónoma de Cataluña.

## Historia
A mediados del siglo XIX, el lugar, perteneciente ya por entonces al municipio de Ventalló, contaba con una población censada de 94 habitantes. La localidad aparece descrita en el decimoquinto volumen del Diccionario geográfico-estadístico-histórico de España y sus posesiones de Ultramar de Pascual Madoz de la siguiente manera:

VALVERALLA: l. en la prov., part. jud. y dióc. de Gerona, aud. terr., c. g. de Barcelona, ayunt. de Ventalló. sit. en llano, con buena ventilacion y clima templado y saludable; las enfermedades comunes, son fiebres intermitentes. Tiene 40 casas, y una igl. parr. San Vicente servida por un cura de ingreso, de provision real y ordinaria. El térm. confina N. Vilarroban; E. Saldet y Montíró; S. Ventalló, y O. Saus y San Morí. El terreno es de mediana calidad; le cruzan varios caminos locales. prod.: trigo, vino, aceite y legumbres; cria algun ganado y caza. pobl.: 17 vec., 94 alm. cap. prod.: 1.367,200 rs. imp.: 34,180.
(Madoz, 1849, p. 497)

En 2022 la entidad singular de población tenía censados 90 habitantes y el núcleo de población 75 habitantes.